# Virus linfotropico delle cellule T umane
I virus linfotropici delle cellule T umane, abbreviato HTLV (dall'inglese Human T-lymphotropic virus), chiamati anche virus della leucemia a cellule T umana, o ancora virus T-linfotropici umani, sono un gruppo di retrovirus classificati come oncovirus.

## Struttura e replicazione
Il virus HTLV-1 una volta entrato nell'ospite aderisce alle cellule linfociti T e si fonde con la cellula.
La trascrittasi inversa del virus trasforma l'RNA in DNA, che viene incorporato nel nucleo della cellula infettata, da dove vengono prodotti degli mRNA che, arrivati ai ribosomi, vengono tradotti in proteine virali che poi vengono assemblate nel nuovo virus. 
Una volta satura, la membrana cellulare si sfalda e i nuovi virus vanno a infettare altri linfociti T.
I metodi di trasmissione sono identici al virus HIV, cioè per via verticale : sessuale e per via ematica.

## Classificazione
Attualmente, sono noti cinque specie di retrovirus HTLV:
- HTLV-I:
Scoperto in Giappone nel 1977, è in grado di provocare leucemie-linfomi dell'adulto a cellule T e paraparesi spastica tropicale. L'HTLV-I è endemico nelle isole tropicali (Giamaica, Martinica, Seychelles, Tumaco, Barbados, Guadalupa, Haiti, Madagascar, Hawaii, Caraibi, ecc.) e in Papua Nuova Guinea, Kenya, India meridionale, Florida, Panama, Nuovo Messico, Giappone, Brasile, Venezuela.
- HTLV-II:
Presenta un'omologia genetica di circa il 70% con l'HTLV-I. È in grado di provocare la tricoleucemia o leucemia a cellule capellute, ma (come si è scoperto in seguito) anche paraparesi spastica. L'HTLV-II è isolabile fra tossicodipendenti dell'area mediterranea.
- HTLV-III e HTLV-IV:
Fino a qualche anno fa, queste due sigle rappresentavano denominazioni alternative rispettivamente per i virus HIV-1 e HIV-2. Infatti, ricordiamo che l'HIV-1 fu scoperto sia da Luc Montagnier che lo chiamò "LAV", sia da Robert Gallo che lo chiamò "HTLV-III" per le somiglianze con HTLV-I e HTLV-II. Solo in seguito venne scelto il nome "HIV", ma la denominazione "HTLV-III" continuò a essere occasionalmente utilizzata.
Attualmente, invece, con queste due sigle si indicano due virus scoperti nel 2005 nelle regioni rurali del Camerun; essi sono trasmessi dalle scimmie ai cacciatori mediante morsi e graffi. L'HTLV-III risulta simile all'STLV-III (Simian T-lymphotropic virus ossia Virus dei linfociti T della Scimmia di tipo 3), mentre l'HTLV-IV non sembra somigliare ad alcun altro virus.
- HTLV-V
Fu isolato per la prima volta dall'italiano Vittorio Manzari ed è conosciuto come virus di Manzari. Si sospetta che esso sia associato alla micosi fungoide e alla sindrome di Sézary, anche se la teoria dell'origine virale di queste ultime non ha avuto conferme certe[2].

## Patogenesi
HTLV-1 è un virus oncogeno con particolare tropismo per le cellule T CD4+, principale bersaglio della trasformazione neoplastica. A differenza di numerosi retrovirus murini, non contiene un oncogene e non è stata riscontrata alcuna integrazione in prossimità di un protoncogene cellulare. La sua patogenesi quindi non è riconducibile né ai retrovirus trasformanti acuti né ai cronici. L'integrazione virale è di tipo clonale (il sito d'integrazione è identico in tutte le cellule di un dato tumore).
HTLV-1 comprende i geni gag, pol ed env e le sequenze LTR (Long Term Repeat) tipiche di altri retrovirus ma, contrariamente ad altri virus leucemici, contiene un'altra regione detta tax e pare che la causa della sua attività trasformante risieda proprio in questo gene. Il prodotto di tax, l'omonima proteina, è essenziale per la replicazione virale dal momento che induce la trascrizione dell'mRNA virale agendo sulla sequenza LTR all'estremo 5'.
La proteina tax può anche attivare la trascrizione di geni cellulari coinvolti nella proliferazione e nella differenziazione delle cellule T, tra cui il gene FOS, il gene SIS, i geni codificanti per l'interluchina 2 (IL-2) e il suo recettore e il gene per il fattore di crescita mieloide GM-CSF. Inoltre inattiva l'inibitore del ciclo cellulare p16/INK4a e promuove l'attivazione della ciclina D, deregolando in questo modo il ciclo cellulare. Tax attiva anche NF-κB, un fattore di trascrizione che regola un gran numero di geni fra cui quelli di sopravvivenza e antiapoptotici. Infine mette a repentaglio la stabilità genomica della cellula tramite l'interferimento con le funzioni di riparazione del DNA, inibendo l'espressione di beta-DNApol, e l'inibizione dei check points del ciclo cellulare mediati da ATM (attivati in caso di danno al DNA).
Le principali tappe che conducono allo sviluppo della leucemia/linfoma a cellule T sono:
1. Infezione da HTLV-1 che causa l'espansione di una popolazione cellulare policlonale non maligna attraverso gli effetti stimolanti sulla proliferazione di tax
2. accumulo di mutazioni e anomalie cromosomiche nella popolazione dovuta all'instabilita genomica indotta da tax
3. emersione di una popolazione di cellule T neoplastiche
4. replicazione delle cellule indipendentemente dalla presentazione del proprio antigene per via della stimolazione autocrina da IL-2 indotta da tax[3].

HTLV-1 si replica lentamente e resta latente molto a lungo (anche 30 anni) nelle cellule infettate.
Poiché HTLV-1 regola la trascrizione cellulare tramite una proteina che è in grado di legarsi a sequenze regolative del gene, le sequenze LTR, viene definito retrovirus transattivante.

## Diagnosi
Infezione da HTLV-1 può esser rilevata mediante test su siero come ELISA per la ricerca di antigeni virali e anticorpi specifici o RT-PCR per evidenziare la presenza di RNA virale.

## Trattamento e prevenzione
La prevenzione mediante uso del preservativo è un valido mezzo per prevenire la trasmissione di tali virus durante i rapporti sessuali.